# آلبر پارکر (کارگردان)
آلبر پارکر (انگلیسی: Albert Parker؛ ۱۱ مهٔ ۱۸۸۵ – ۱۰ اوت ۱۹۷۴) یک کارگردان اهل ایالات متحده آمریکا بود.